# Vitalij Zacharov
Vitalij Georgijevič Zacharov (* 18. prosince 1967 Fergana, Sovětský svaz) je bývalý sovětský a běloruský sportovní šermíř ruské národnosti, který se specializoval na šerm kordem. Reprezentoval Bělorusko od jeho samostatnosti v roce 1993. V roce 1996 a 2000 startoval na olympijských hrách. V roce 2001 získal titul mistra Evropy. Na přelomu tisíciletí vytvořil s Andrejem Muraškem a Vladimirem Pčenikinem konkurenceschopné běloruské družstvo kordistů, se kterým se účastnili olympijských her v roce 2000.